# Grand Prix Maďarska 2015
Grand Prix Maďarska 2015 (oficiálně Formula 1 Pirelli Magyar Nagydíj 2015) se jela na okruhu Hungaroring v Budapešti v Maďarsku dne 26. července 2015. Závod byl desátým v pořadí v sezóně 2015 šampionátu Formule 1.

## Kvalifikace
| Poř.                       | No. | Jezdec           | Konstruktér             | Časy v kvalifikaci | Časy v kvalifikaci | Časy v kvalifikaci | Pořadí na startu |
| Poř.                       | No. | Jezdec           | Konstruktér             | Q1                 | Q2                 | Q3                 | Pořadí na startu |
| -------------------------- | --- | ---------------- | ----------------------- | ------------------ | ------------------ | ------------------ | ---------------- |
| 1                          | 44  | Lewis Hamilton   | Mercedes                | 1:22.890           | 1:22.285           | 1:22.020           | 1                |
| 2                          | 6   | Nico Rosberg     | Mercedes                | 1:22.979           | 1:22.775           | 1:22.595           | 2                |
| 3                          | 5   | Sebastian Vettel | Ferrari                 | 1:23.312           | 1:23.168           | 1:22.739           | 3                |
| 4                          | 3   | Daniel Ricciardo | Red Bull Racing-Renault | 1:24.408           | 1:23.230           | 1:22.774           | 4                |
| 5                          | 7   | Kimi Räikkönen   | Ferrari                 | 1:23.596           | 1:23.460           | 1:23.020           | 5                |
| 6                          | 77  | Valtteri Bottas  | Williams-Mercedes       | 1:23.649           | 1:23.555           | 1:23.222           | 6                |
| 7                          | 26  | Daniil Kvjat     | Red Bull Racing-Renault | 1:23.587           | 1:23.597           | 1:23.332           | 7                |
| 8                          | 19  | Felipe Massa     | Williams-Mercedes       | 1:23.895           | 1:23.598           | 1:23.537           | 8                |
| 9                          | 33  | Max Verstappen   | Toro Rosso-Renault      | 1:24.032           | 1:23.781           | 1:23.679           | 9                |
| 10                         | 8   | Romain Grosjean  | Lotus-Mercedes          | 1:24.242           | 1:23.805           | 1:24.181           | 10               |
| 11                         | 27  | Nico Hülkenberg  | Force India-Mercedes    | 1:24.115           | 1:23.826           |                    | 11               |
| 12                         | 55  | Carlos Sainz Jr. | Toro Rosso-Renault      | 1:24.623           | 1:23.869           |                    | 12               |
| 13                         | 11  | Sergio Pérez     | Force India-Mercedes    | 1:24.444           | 1:24.461           |                    | 13               |
| 14                         | 13  | Pastor Maldonado | Lotus-Mercedes          | 1:23.895           | 1:24.609           |                    | 14               |
| 15                         | 14  | Fernando Alonso  | McLaren-Honda           | 1:24.563           | Bez času           |                    | 15               |
| 16                         | 22  | Jenson Button    | McLaren-Honda           | 1:24.739           |                    |                    | 16               |
| 17                         | 9   | Marcus Ericsson  | Sauber-Ferrari          | 1:24.843           |                    |                    | 17               |
| 18                         | 12  | Felipe Nasr      | Sauber-Ferrari          | 1:24.997           |                    |                    | 18               |
| 19                         | 98  | Roberto Merhi    | MRT-Ferrari             | 1:27.416           |                    |                    | 19               |
| 20                         | 28  | Will Stevens     | MRT-Ferrari             | 1:27.949           |                    |                    | 20               |
| 107% času vítěze: 1:28.692 |     |                  |                         |                    |                    |                    |                  |
| Zdroj:                     |     |                  |                         |                    |                    |                    |                  |

## Závod
| Poř.   | No. | Jezdec           | Konstruktér             | Počet kol | Čas/Odstoupení  | Pořadí na startu | Body |
| ------ | --- | ---------------- | ----------------------- | --------- | --------------- | ---------------- | ---- |
| 1      | 5   | Sebastian Vettel | Ferrari                 | 69        | 1:46:09.985     | 3                | 25   |
| 2      | 26  | Daniil Kvjat     | Red Bull Racing-Renault | 69        | +15.748         | 7                | 18   |
| 3      | 3   | Daniel Ricciardo | Red Bull Racing-Renault | 69        | +25.084         | 4                | 15   |
| 4      | 33  | Max Verstappen   | Toro Rosso-Renault      | 69        | +44.251         | 9                | 12   |
| 5      | 14  | Fernando Alonso  | McLaren-Honda           | 69        | +49.079         | 15               | 10   |
| 6      | 44  | Lewis Hamilton   | Mercedes                | 69        | +52.025         | 1                | 8    |
| 7      | 8   | Romain Grosjean  | Lotus-Mercedes          | 69        | +58.578         | 10               | 6    |
| 8      | 6   | Nico Rosberg     | Mercedes                | 69        | +58.876         | 2                | 4    |
| 9      | 22  | Jenson Button    | McLaren-Honda           | 69        | +1:07.028       | 16               | 2    |
| 10     | 9   | Marcus Ericsson  | Sauber-Ferrari          | 69        | +1:09.130       | 17               | 1    |
| 11     | 12  | Felipe Nasr      | Sauber-Ferrari          | 69        | +1:13.458       | 18               |      |
| 12     | 19  | Felipe Massa     | Williams-Mercedes       | 69        | +1:14.278       | 8                |      |
| 13     | 77  | Valtteri Bottas  | Williams-Mercedes       | 69        | +1:20.228       | 6                |      |
| 14     | 13  | Pastor Maldonado | Lotus-Mercedes          | 69        | +1:25.142       | 14               |      |
| 15     | 98  | Roberto Merhi    | MRT-Ferrari             | 67        | +2 kola         | 19               |      |
| 16     | 28  | Will Stevens     | MRT-Ferrari             | 65        | Zavěšení        | 20               |      |
| Ret    | 55  | Carlos Sainz Jr. | Toro Rosso-Renault      | 60        | Tlak paliva     | 12               |      |
| Ret    | 7   | Kimi Räikkönen   | Ferrari                 | 55        | Hybridní systém | 5                |      |
| Ret    | 11  | Sergio Pérez     | Force India-Mercedes    | 53        | Brzdy           | 13               |      |
| Ret    | 27  | Nico Hülkenberg  | Force India-Mercedes    | 41        | Přední křídlo   | 11               |      |
| Zdroj: |     |                  |                         |           |                 |                  |      |

Poznámky
1. ↑  Daniil Kvjat obdržel trest přičtení 10 sekund k času v cíli za překračování limitů trati.
2. ↑  Will Stevens odstoupil ze závodu, ale byl klasifikován, protože odjel více než 90 % délky závodu.

## Průběžné pořadí po závodě
Pohár jezdců
|  | Pořadí | Jezdec           | Body |
|  | ------ | ---------------- | ---- |
|  | 1      | Lewis Hamilton   | 202  |
|  | 2      | Nico Rosberg     | 181  |
|  | 3      | Sebastian Vettel | 160  |
|  | 4      | Valtteri Bottas  | 77   |
|  | 5      | Kimi Räikkönen   | 76   |

Pohár konstruktérů
|  | Pořadí | Konstruktér             | Body |
|  | ------ | ----------------------- | ---- |
|  | 1      | Mercedes                | 383  |
|  | 2      | Ferrari                 | 236  |
|  | 3      | Williams-Mercedes       | 151  |
|  | 4      | Red Bull Racing-Renault | 96   |
|  | 5      | Force India-Mercedes    | 39   |